# Helpis
Helpis là một chi nhện trong họ Salticidae.